# Гей, Эдвин Фрэнсис
Эдвин Фрэнсис Гей (англ. Edwin Francis Gay; 27 октября 1867, Детройт, штат Мичиган, США — 8 февраля 1946, Пасадина, штат Калифорния, США) — американский специалист по экономической истории, профессор и первый декан Гарвардской школы бизнеса, президент Американской экономической ассоциации в 1929 году.

## Биография
Эдвин родился 27 октября 1867 году в Детройте, штат Мичиган, в семье богатого бизнесмена Аарона Френсиса Гея (15.10.1841—22.03.1884) и Мэри Лусены Лауд (31.10.1846—1874). Образование получил в Мичиганской средней школе, а затем в Швейцарии.
В 1890 году получил степень бакалавра искусств в Мичиганском университете, обучение продолжил в Лейпцигском университете, в Гёттингенском университете, в Цюрихском университете, в Англии штудировал книги в Британском музее и в Государственном архиве Англии, а в Берлинском университете в 1902 году под руководством Густава Шмоллера получил докторскую степень.
Вернувшись в США в 1902 году, стал преподавать в Гарвардском университете, в 1903—1906 годах — в качестве ассистента профессора, а с 1906 года — как профессор экономической истории. В 1908 году занял должность декана Гарвардской школы бизнеса, основной в том же году (первый выпуск — 59 студентов), на которой проработал до выхода на пенсию в 1936 году.
В течение Первой мировой войны был советником Совета пароходства США. Вместе с У. Митчеллом основал Национальное бюро экономических исследований и стал его первым президентом. Был основным членом Совета по международным отношениям и помогал запуску журнала Foreign Affairs. Был также вице-президентом Американской исторической ассоциации, членом Американской статистической ассоциации, в 1919 году стал редактором и президентом газеты New York Post (до её банкротства в 1924 году). В 1928 году помогал запуску журнала «Journal of Economics and Business History». В 1936 году переехал в Калифорнию, где до своей смерти работал в штате Библиотеки Хантингтона.
Эдвин умер 8 Февраля 1946 года от пневмонии в госпитале Пасадина, штат Калифорния.
Семья
24 августа 1892 года Эдвин женился на Луизе Фитц Рэндольф (05.05.1868—12.12.1945), рождённой в Панаме, штат Нью-Йорк. У них родился сын Эдвард Фитц Рэндольф (06.09.1898—18.07.1966) и дочь Маргарет Фитц Рэндольф Гей (17.12.1901—03.08.1989).